# Paprika
A paprikát, azaz a Capsicum nemzetséget a burgonyafélék (Solanaceae) családjába soroljuk. Tudományos neve a termése csípős ízére utal (capsis = „csípés”).

## Származása, története
A nemzetség valamennyi faja Közép-, illetve Dél-Amerikából származik, de mára a mérsékelt és a trópusi égövben szerte a világon termesztik őket. Az indiánok (inkák stb.) nemcsak ismerték, de termesztették is. Európába Kolumbusz orvosa, Diego Alvarez Chanca hozta 1494-ben, aki Kolumbusz második útján gyűjtötte be és írta le az első paprikákat. Az akkori paprikák nagyon hasonlítottak a mostani díszpaprikatípusokra. Afrikában, Ázsiában a spanyol és portugál kereskedők ismertették meg a paprikát a 16–17. században. A paprikát kezdetben leginkább dísznövényként termesztették színes bogyójáért; fűszerként csak lassan hódított teret, mivel azt híresztelték róla, hogy mérgező. Amikor Napóleon 1806-ban kontinentális blokádot rendelt el, lehetetlenné vált a nádcukor behozatala, valamint az indiai bors Európába szállítása is. A bors helyét a fűszerpaprika váltotta fel, ami még gyógyszerként is bevált különböző betegségek ellen (pl. skorbut megelőzésére, illetve az immunrendszer erősítésére). Csak a 19. században vált kereskedelmi áruvá.

### Magyarországon
Eleinte a paprika főúri kastélyok virágoskertjeit díszítette. Már 1570-ben díszlett „vörös törökbors” néven Zrínyi Miklós nevelőanyjának Széchy Margitnak a növényi ritkaságokat gyűjtő kertjében. Később Széchy Mária grófnőnek, Murány vára nevezetes védőjének, Wesselényi Ferenc gróf – az irodalomban „Murányi Vénusz”-ként is ismert – feleségének növényi ritkaságokat gyűjtő kertjében megtalálható volt a paprika ugyanazon a néven. Kezdetben a burgonyával együtt egzotikus dísznövényként kezelték. Carolus Clusius (Charles de L’Écluse), németalföldi flamand botanikus, aki Batthyány Boldizsár humanista műveltségű főúrnak, törökverő hadvezérnek, a természettudományok egyik első hazai mecénásának vendége volt németújvári és szalónaki birtokán és az 1580-as évek elején végzett ott értékes növénygyűjtő munkát) 1579-ben Batthyány szalónaki botanikus kertjébe küldött paprikamagot. A paprika magyarországi megjelenése egyéb más Amerikából származó növényhez viszonyítva nagyon korai. Nem tudjuk pontosan, hogyan érkezett az országba. A valószínűbb álláspont szerint török–délszláv közvetítéssel vettük át a Balkán felől. Erre utal a „törökbors”, „tatárkabors”, „pogánybors” elnevezés is. A fűszerpaprika először Szenczi Molnár Albert szótárának 1604-i kiadásában fordult elő török bors néven.
A másik nézet szerint éppen azért került be az országba, mert a törökök lezárták kereskedelmi útvonalainkat kelet felé, ahonnan a borsot importáltuk, és ezért a portugálok közvetítésével jutottunk hozzá. Mint mindenütt, Magyarországon is először mint érdekesség jelent meg a főúri kertek ritkaságai között.
A spanyolok pimienténak hívták. A magyar „paprika” elnevezés a 18. században bukkant fel először írásos emlékeinkben, a bors görög neve alapján lett belőle peperi, piperi, majd felfedezhető a bors délszláv neve a papar is. 1724-ben tűnt fel először a magyar paprika név.
Csak a 18. században vált általánosan ismertté; legelső termesztő körzete Szeged környékén volt. Európában Spanyolország mellett itt, majd később Kalocsa vidékén kezdtek tömegesen fűszerpaprikát termeszteni. Paraszti termeléséről és használatáról először Csapó József debreceni füvészkönyvében (1775) olvashatunk. Az első ismert magyar paprikás receptet Nánási István 1771-es szakácskönyvében találhatjuk. Az „548. Törökbors sült mellé” leírás egy savanyúság. „Gyenge zöld korában meg-szedvén, buzgó forró vízzel, forrázd-meg, egy éjtszaka hadd ályon benne, reggel meg kóstolván, ha igen erős, újjabban forrázd-meg, fél-nap ályon benne, azután fél-nap ályon hideg vízben, de mikor hideg vízbe teszed, villával lyuggazd-meg, azután úgy rakd el, köményes megyfa levelekkel, mint az ugorkát, és tölcs etzetet réa.”
A 18. század végétől fokozatosan, olcsó borspótló fűszerként vált népszerűvé, és teljesen átalakította a magyar konyhát. Az 1831. évi kolerajárvány alatt mint megelőző gyógyszer terjedt. Termelése a 19. század derekáig hazánkban sehol sem haladta meg a családi önellátás szintjét.
Sajnálatos módon a korábbi években több paprikabotrány is beárnyékolta híres hungarikumunk dicsőségét. Ezek között volt az 1994-ben nyilvánosságra került színezékpótlás míniummal („ólmozott paprika”) és a 2004-es kétes eredetű, rendszerint gombás fertőzött (aflatoxin) csöves paprikák importálása is.

### Külföldön
A világot paprikával ellátó „nagyhatalmak”: Spanyolország, Olaszország, Tunézia, Mexikó. A spanyol kultúrában piacra kerül a fűszerpaprika füstölt változata is.

## Termesztése
A paprika egy nagyon elterjedt és népszerű zöldség. 2021-ben a paprikát több mint 120 országban termesztették, és az éves termés mennyisége meghaladta a 37 millió tonnát. 
A világ legnagyobb paprikatermelői közé tartozik Kína, Törökország, Indonézia, Mexikó és Spanyolország. Ezek az országok a 2021-es termelésük alapján az első öt helyen álltak. 2021-ben Kína és Törökország az éves termés több mint felét (52%) adták a világ paprika termelésének. 

## Elterjedése
A ma termesztett fűszer- és étkezési fajták messze kerültek a vadpaprikáktól, de azok továbbra is megtalálhatók valamennyi nemesítő intézetben, mint a nemesítés alapanyagai. Vetőmagjuk a kereskedelemben is kapható.
Mivel melegigényes, a szabadföldi paprikatermesztésre hazánknak csak a déli része optimális, mert a vegetációs idő alatt itt emelkedik az átlaghőmérséklet 17 °C fölé. A fagyra igen érzékeny, ezért már a legenyhébb késő tavaszi vagy kora őszi fagyok elpusztítják. Optimális csírázási hőmérséklete 20 °C feletti; ennél hidegebb időben csak nagyon vontatottan csírázik.
A vegetációs időszakban legalább 300–400 mm csapadékot igényel, lehetőleg egyenletesen elosztva. Egyébként viszonylag jól tűri a szárazságot, még akkor is, ha nagy a meleg.
Hosszúnappalos növény. Ha a megvilágítás 12 óránál rövidebb, nemcsak a virágzás áll le, de a bimbók akár le is hullhatnak.
Szélsőséges talajtípusok kivételével szinte mindenütt termeszthető, de mutatós, szép töveket csak humuszos, laza, levegős talajban kapunk; ehhez többnyire trágyázni kell (főleg istállótrágyával).

## Megjelenése

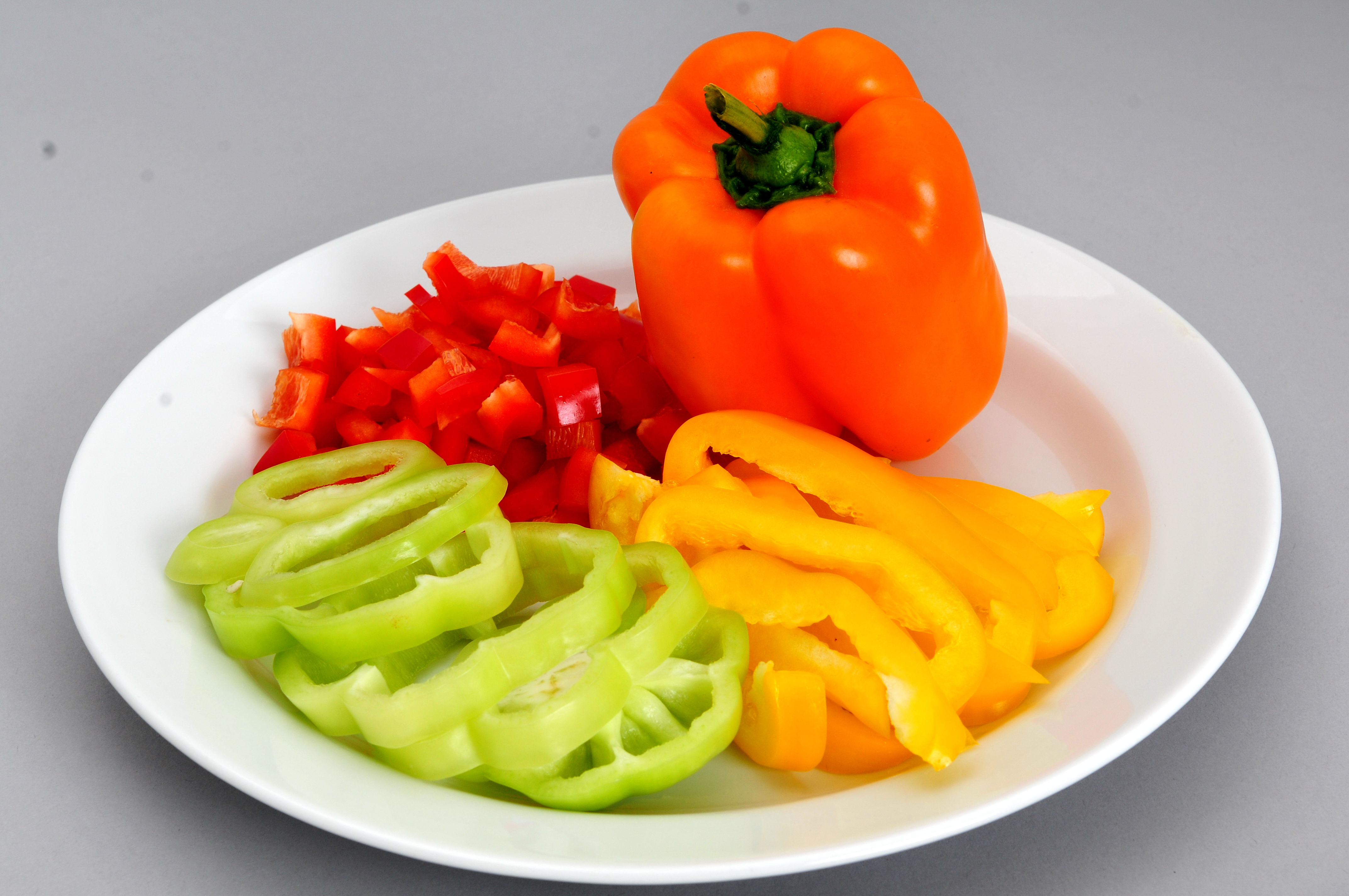
Kaliforniai paprika

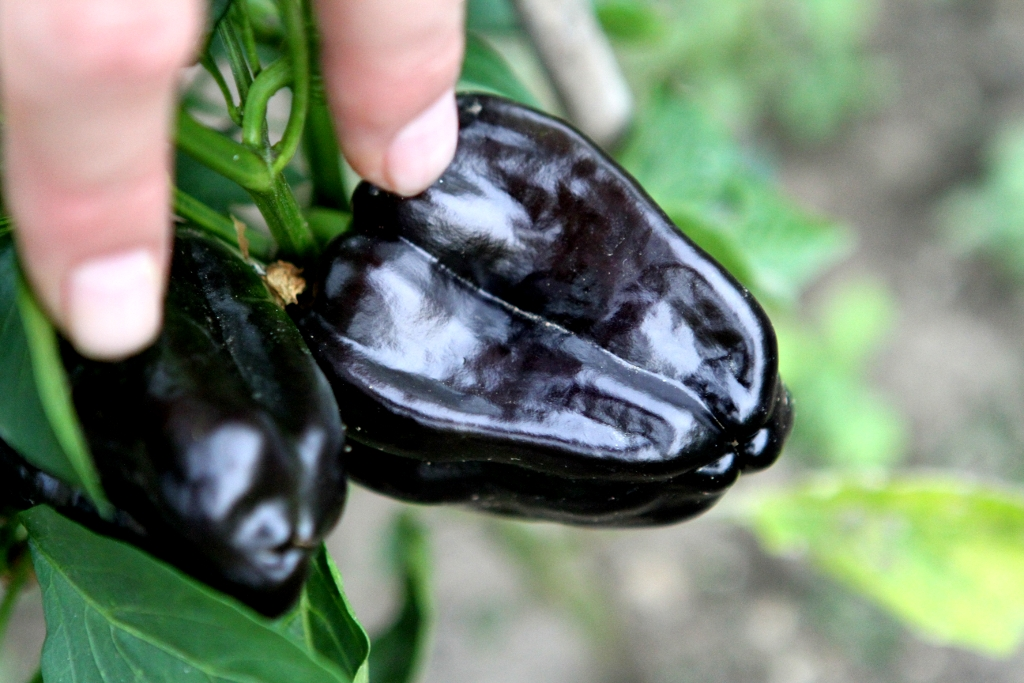
Fekete színű kaliforniai paprika

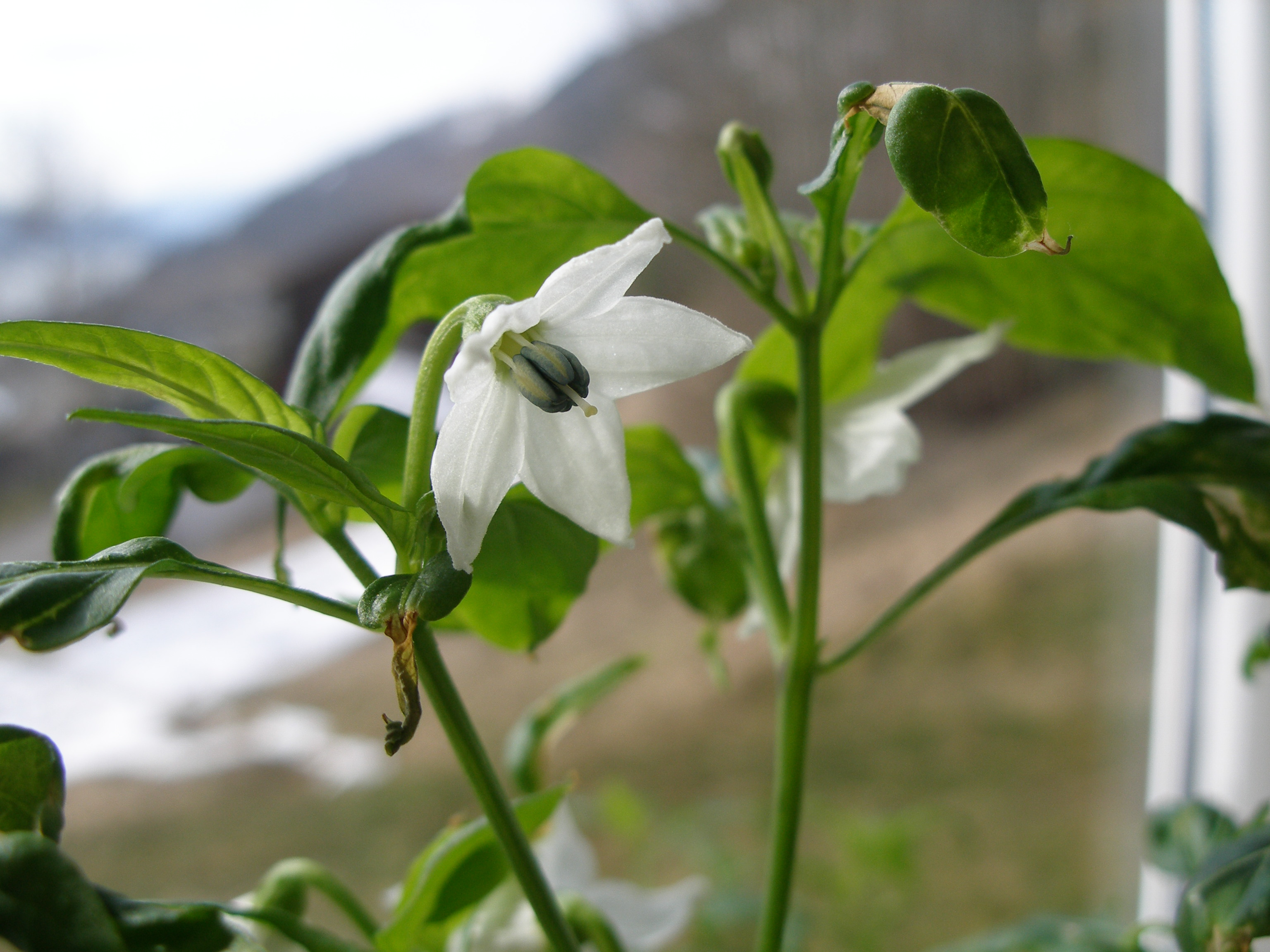
A közönséges paprika virágja

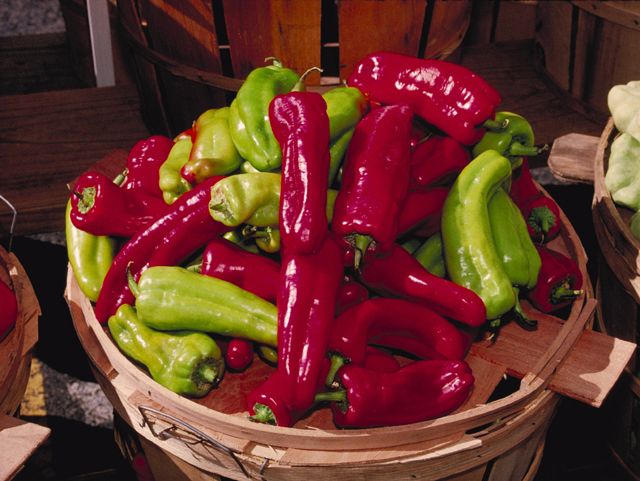
A közönséges paprika termése (Cubanelle fajtájú csemegepaprika)

Orsógyökérzete csupán a talaj felső 30–40 cm-es rétegét járja át; ritkán 100–120 cm-re is lehatolhat. Érdekes, hogy a gyökérzet néhány (2–5) százaléka a növény össztömegének.
Hajtásrendszere jellegzetes bogas vagy villás elágazású, egyes alakjai fürtös vagy korlátolt növekedésűek.
Egyes fajták lágy, általában enyhén sárgászöld szára nagyon korán fásodni kezd, amire szüksége van a termések megtartásához. Más fajták lágyszárúak maradnak. A sima száron néhány borda húzódik végig. A nóduszok (csomók) környéke gyakran lilás árnyalatú, esetenként gyengén szőrös is. Vannak kifejezetten alacsony (10–20 cm-es), közepes (30–40 cm-es) és magas (80–100 cm-es) fajták is; legfeljebb 1,5 m-esre nőhet meg. Ágrendszere többnyire seprűszerű, de vannak legyező típusúak is.
Szórt állású, kopasz leveleinek mérete és száma igen változó. Levélnyele rövidebb a levéllemeznél, a levélalapnál gyakran apró, olykor csökevényes pálhalevelek nőnek. A lándzsás vagy tojásdad levelek széle ép, válluk ék alakú, kb. 10 cm hosszú nyélbe keskenyedik. A levéllemez ép szélű, sötétzöld, de lehet lilás is.
Bókoló virágai látszólag csomókban állnak az ágak csúcsán, de valójában magányosak, mert a kocsányok nem egy pontból, hanem egy törpehajtásról indulnak ki. A legfeljebb 3 cm-es virágkocsány hajlott, sárgászöld vagy lilás. Csészelevelei 2–3 cm széles csővé nőttek össze; ezen a cimpák száma (5–7) utal a csészelevelek számára. A fehér, sárga vagy lila sziromlevelek hasonlóképp csővé forrtak össze. Az abból kiemelkedő, szabadon álló porzók jól láthatók. A portokok kékek vagy liláskékek.
Az egy-öt termőlevélből összenőtt, felső állású termőből bogyótermés képződik. A fehér bogyósok magháza halványzöld, a sötétebbeké sárgászöld. A porzók alapjánál találhatók dús nektárt kiválasztó mézfejtők, amelyek a növényhez csalogatják a rovarokat. Felfújt, sokmagvú bogyótermése rendkívül változatos alakú és színű; csüngő és felálló is lehet. Vékony héja sima és fényes. A keresztben átvágott termésben láthatóvá válik az erek száma: ez mutatja, hogy hány termőlevélből képződött.
A terméshús leves és legfeljebb 11 cm vastag, zamatos ízű, és kapszaicintartalmától függően édes vagy égetően csípős ízű. Tövenként akár 40–50-nél is több termést hozhat. A lapos, vese alakú, 3–5 mm-es magok a központi húsos oszlopon és az erek mentén helyezkednek el. Ezermagtömege 3–5 g; a magok 85–95%-os csírázóképességüket 3–4 évig tartják meg.
A március végén, április elején elvetett magokból május végére megfelelő méretű palántákat kaphatunk. Gyomtalanítás után a palántákat földlabdával (tápkocka) vagy szálasan ültethetjük ki; a tövek között tartsunk legalább 25–30 cm távolságot. A mélyültetést nem szereti. A termés fajtától függően a vetés után legalább 3 (étkezési paprikák) és legfeljebb 5 hónap (csilipaprika) között érik be. A paprikát éretlenül vagy éretten szedik; a friss termés 7-10 °C-on mintegy 14 napig tárolható; szárítva nagyon hosszú ideig eltartható.

## Fontosabb fajai

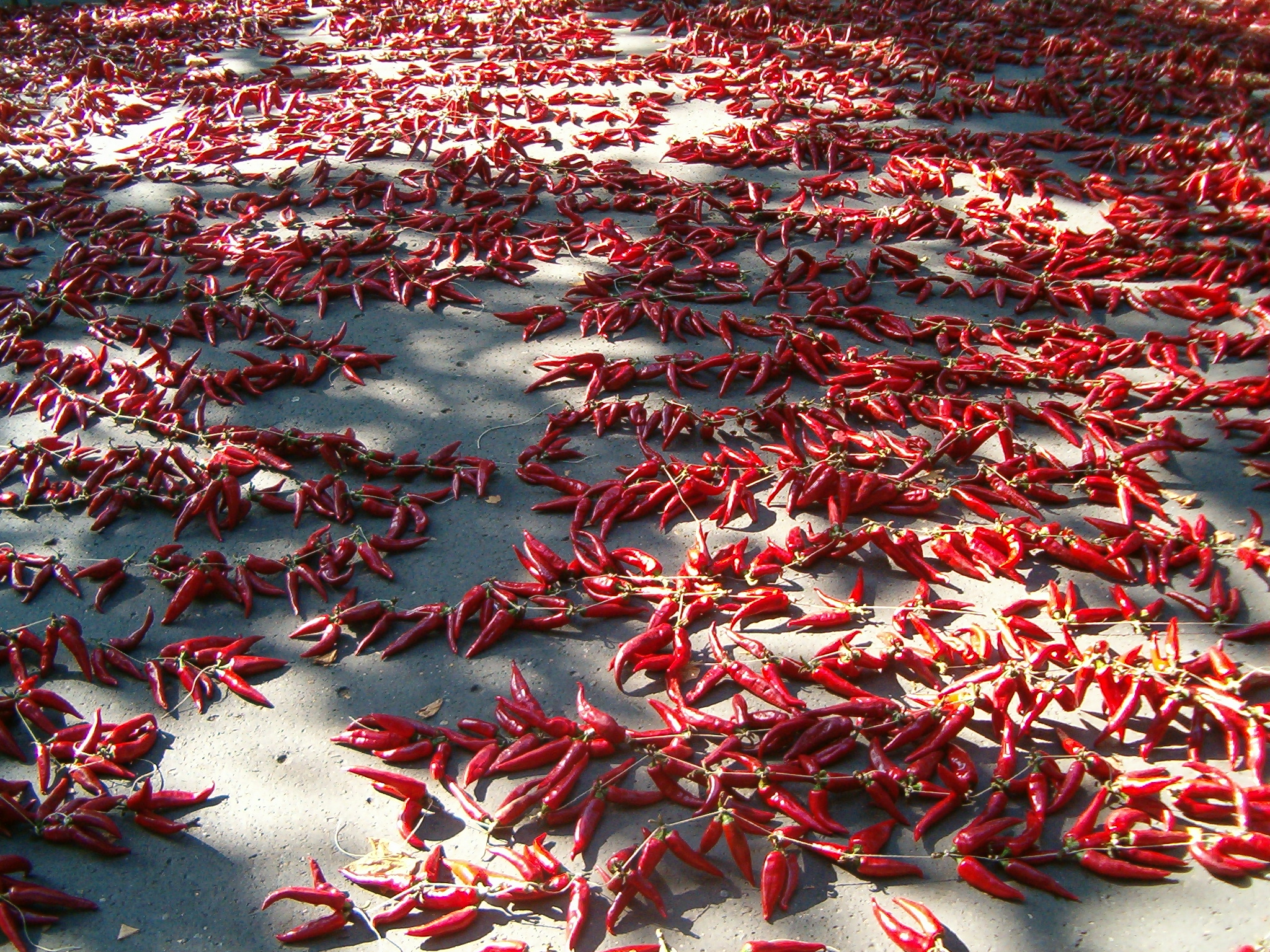
Szegedi fűszerpaprika szárítása

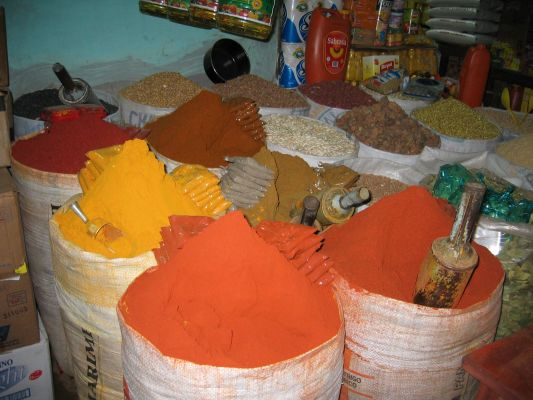
Fűszerpaprika-őrlemények egy bolíviai piacon

Öt faját termesztik szerte a világon, rengeteg változattal:
- Közönséges paprika (C. annuum); ide tartozik szinte valamennyi, a Kárpát-medencében termesztett paprikafajta.
- Cserjés paprika (C. frutescens) termesztése a Kárpát-medencében alárendelt (csilipaprika)
- Kínai paprika (C. chinense)
- Bogyós paprika (C. baccatum); termesztése a Kárpát-medencében alárendelt
- Szőrös paprika (C. pubescens)

## Hatóanyagai
A Szent-Györgyi Albert által felfedezett C-vitamin vagy aszkorbinsav és az erek alapi részén az ún. óriás sejtek tartalmazzák a kapszaicint, amitől ízét csípősnek érezzük. Az érett termés a karotinoidok (béta-karotin, kapszantin, kapszorubin, lutein, zeaxantin, kriptoxantin stb.) színező hatása miatt sárga, piros vagy barnáslila (fekete) is lehet. A kapszantin és a kapszorubin a két fő anyag: utóbbi a pirosra érő fajtákban a sárga festékek mennyiségének tízszeresét is elérheti.

### Színanyagok
A paprikafajták a legkülönfélébb színanyagokat tartalmazzák. Ezek közül a legjellemzőbbek a főleg vörös színű karotionidok (kapszantin E 160c, kapszorubin E 160c és továbbiak), de vannak sárga árnyalatúak is (pl. zeaxantin, lutein). Egy paprikaőrlemény teljes karotionid-tartalma 0,1–0,5%. Legtöbbjük pigment (vízben oldhatatlan) A színezékek között van néhány, amely rendelkezik Colour Index Generic name azonosítóval, illetve Food D&C (amerikai Federal Food, Drug and Cosmetic Act) azonosítóval
| név                                             | CAS-szám                        | Colour Index International              | hullámhossz           | EEC   |
| ----------------------------------------------- | ------------------------------- | --------------------------------------- | --------------------- | ----- |
| paprika-oleorezin                               | 68917-78-2                      |                                         |                       |       |
| kapszantin                                      | 465-48-9                        |                                         | 470, 487              | E160c |
| kapszorubin                                     | 470-38-2                        |                                         | 444, 469, 504         | E160c |
| zeaxantin                                       | 144-68-3                        |                                         | 430, 460, 490         | E160h |
| lutein                                          | 127-40-2                        | CI 75136                                | 445, 473 nm           | E161b |
| anteraxantin                                    | 640-03-9                        |                                         | 458, 488              |       |
| violaxantin                                     | 129-29-4, 126-29-4              | CI 75138                                | 427, 439, 468, 484 nm | E161e |
| alfa-karotin                                    | 7488-99-5                       | CI 75130                                |                       | E160a |
| béta-karotin, mesterséges                       | 7235-40-7, 116-32-5, 31797-85-0 | CI 40800                                | 425, 452, 479 nm      | E160a |
| béta-karotin, természetes                       | 7235-40-7, 116-32-5, 31797-85-0 | CI 7235-40-7 CI 75125 CI 75030 CI 75130 | 425, 452, 479 nm      | E160a |
| beta-kriptoxantin (hydroxy-béta-carotén)        | 472-70-8, 1200446-88-3          |                                         | 428, 451, 479 nm      |       |
| kapszolutein (kukurbitaxantin A)                | 103955-77-7                     |                                         |                       |       |
| mutatoxantin                                    | 31661-06-0                      |                                         |                       |       |
| asztaxantin                                     | 472-61-7                        |                                         |                       | E161j |
| neoxantin                                       | 14660-91-4                      |                                         | 416, 440, 469 nm      |       |
| 9'-cisz-neoxantin                               | 14660-91-4                      |                                         |                       |       |
| 9-cis-violaxantin                               | 1263-54-3                       |                                         | 413, 436, 465 nm      |       |
| alfa-kriptoxantin                               | 24480-38-4                      |                                         | 423, 446, 473         |       |
| luteoxantin                                     | 1912-50-1 és 68366-25-6         |                                         | 401, 420, 449 nm      |       |
| 5,6-kriptoxantin (béta-kriptoxantin 5,6-epoxid) |                                 |                                         |                       |       |
| all-trans-béta-kriptoxantin                     | 472-70-8                        |                                         |                       |       |
| kapszantin 3,6-epoxid                           | 103955-76-6                     |                                         |                       |       |
| (9Z)kapszantin 5,6-epoxid                       | 29486-21-3                      |                                         |                       |       |
| kukurbitaxantin                                 | 107390-61-4, 103955-77-7        |                                         |                       |       |
| nigroxantin                                     | 158312-69-7                     |                                         |                       |       |
| kriptokapszin                                   | 7044-42-0                       |                                         |                       |       |
| kriptoflavin                                    | 30311-63-8                      |                                         |                       |       |
| kriptoxantin                                    | 144-68-3                        | CI 75130                                | 425, 450, 478         | E161c |
| 5,6-di-epikarpoxantin                           | 104012-90-0                     |                                         |                       |       |
| carpoxantin                                     | 99664-48-9                      |                                         |                       |       |
| kantaxantin                                     | 514-78-3                        | CI 40850                                | 485 nm                | E161g |
| rodoxantin                                      | 116-30-3                        |                                         | 482, 510, 546         | E161f |
| likopin                                         | 502-65-8                        | CI 75125                                |                       | E160d |
| rubixantin                                      | 3763-55-1                       | CI 75135                                | 439, 474, 509         | E161d |

A paprika oleorezin a két legfontosabb piros színezéket tartalmazza; a kapszantin és a kapszoribin keveréke
A színezékek mérését optikai úton, a legnagyobb abszorpciós hullámhosszon történő elnyelés megfigyelésével végzik
A paprika színe élénkvörös, és függ a szemcsemérettől A dolgozat közli az amerikai ASTA színszám és a CIELAB színszámok összehasonlítását:
| ASTA | L*    | a*    | b*    | h*    | C*    |
| ---- | ----- | ----- | ----- | ----- | ----- |
| 2    | 49,31 | 5,45  | 21,3  | 75,65 | 21,98 |
| 21   | 45,88 | 9,36  | 23,96 | 68,66 | 25,72 |
| 38   | 44,01 | 12,24 | 25,38 | 64,25 | 28,17 |
| 88   | 40,25 | 16,36 | 25,08 | 56,89 | 29,95 |
| 129  | 37,5  | 18,4  | 23,32 | 51,72 | 29,71 |
| 173  | 36    | 18,67 | 21,5  | 49,03 | 28,47 |
| 218  | 34,27 | 18,51 | 19,12 | 45,93 | 26,61 |

 A h* színezeti szög csökken, tehát közelít a vörös színhez a növekvő színszámmal összefüggésben. A mérés az American Spice Trade Association (egyébként magyar szabvány MSZ 9681-5:2002) szerint acetonos oldat abszorbanciájának 460 nm-en és a bemért minta tömegének függvényében történik.

### Kapszaicin
A csípős paprikák csípősségét, erejét a kapszaicionidoknak, ezek közül is főleg a kapszaicinnak köszönhetjük. Ellentétben azon anyagokkal, amelyek a nyelv különböző zónáin az édes, savanyú, sós, keserű és umami ízekért felelősek, a kapszaicin, illetve rokonanyagai hő-, illetve fájdalomingert váltanak ki. Minél több kapszaicint tartalmaz egy csili vagy paprika, annál csípősebb, erősebb az. Az 1950-től Magyarországon termesztett édes, illetve enyhén csípős paprikák manapság már szinte egyáltalán nem tartalmaznak kapszaicint. A peperoni (fefferoni) 5-ször, a magyar erős paprika 10-szer, a peperoncini 50-szer, az igen erős fajták (tepin, habanero) több ezerszer annyi kapszaicint tartalmaznak.

### A paprika erősségének mérése
Hogy a paprika csípőssége ne csak szubjektív megítélésű legyen egy amerikai vegyészről elneveztek egy mértékegység-rendszert. A Scoville-skála egy csípősségi skála (Scoville heat unit, SHU) a kapszaicin relatív mennyiségét jelzi. Habár már 1912 óta létezik, csak mostanában terjedt el szélesebb körben. Sok csípős paprikaterméken már szerepel a Scoville-érték.
A különböző termesztők vetélkednek a minél csípősebb fajták kinevelésén, és az aktuálisan legcsípősebb fajtát Guiness-rekordként is számon tartják. 2023-ig a legcsípősebb fajta a Carolina Reaper volt 1,64 milliós Scoville-értékkel. A kanadai Mike Jack ugyancsak 2023-ban ezt majszolva döntötte meg az erőspaprika-evés ugyancsak számon tartott világrekordját.
Az új rekorder a Pepper X, amit már egy évtizede fejlesztgetett az amerikai Ed Currie, a PuckerButt Pepper Company termesztője — az addigi rekorder Carolina Reapert is ő nemesítette. A hivatalos rekord szerint a Pepper X 2 693 000-res átlagos Scoville-értéket ért el. A rekord alapját adó mérésekhez az elmúlt négy évből származó példányokat használt a dél-karolinai Winthrop Egyetem.

## Felhasználása

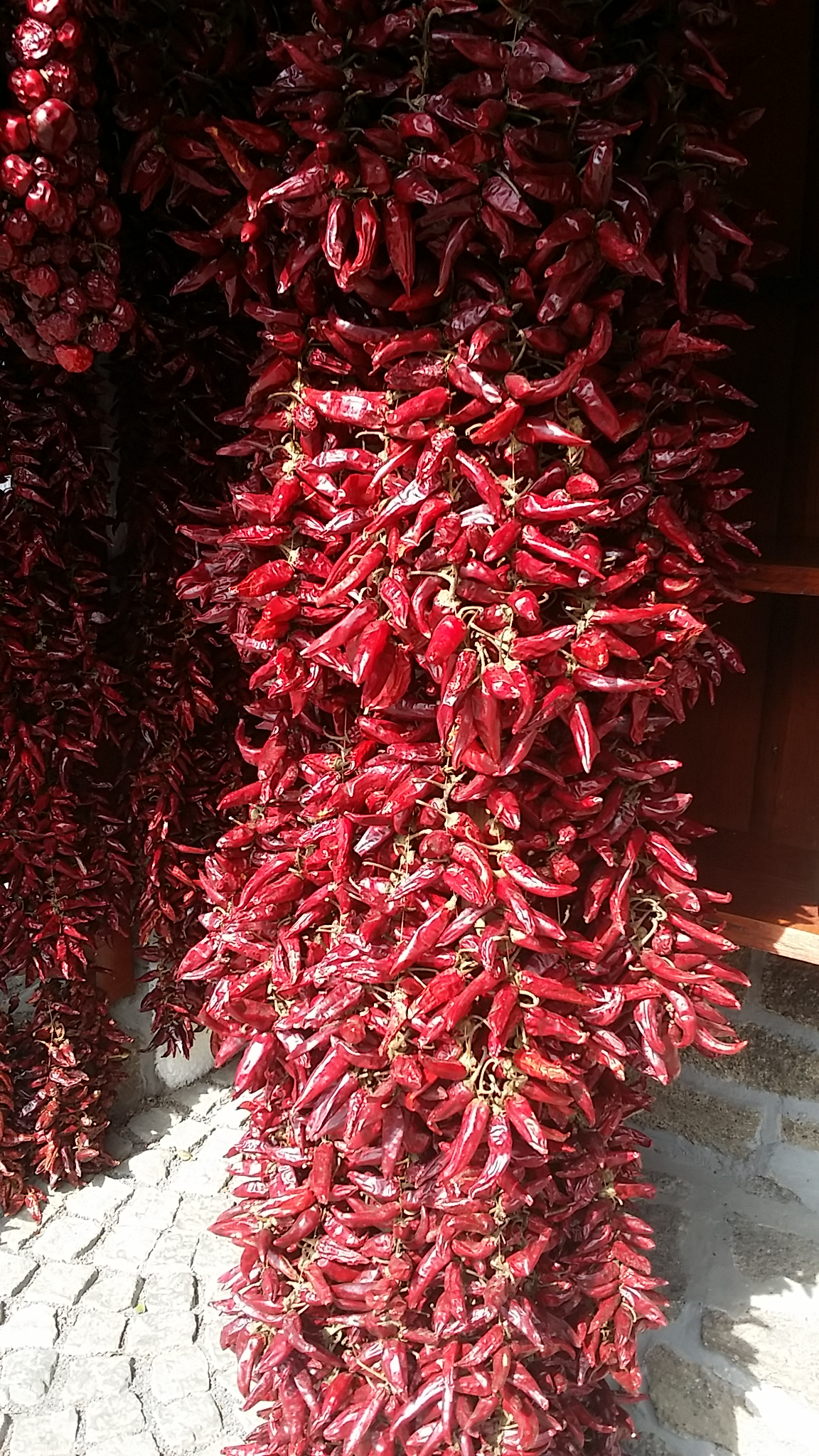
Magyaros paprikafüzér

### Világkonyha
A trópusi országokban inkább a kicsi, csípős terméseket (csilipaprika) használják ételfűszerként, frissen vagy szárítva, egészben vagy megőrölve. A mérsékelt övben főként a nagy termésű, édes fajtákat forgalmazzák, és ezeket nyersen, zöldségként párolva, levesbe főzve és salátának fogyasztják, illetve szárítva édes paprika fűszerporrá őrlik. Az ecetben vagy olajban eltett paprikát savanyúságként tálalják, vagy ételeket fűszereznek vele.

### Magyar konyha
A magyar konyhát teljesen átalakította a paprika. A magyar paprika leghíresebb leveseink (halászlevek és gulyások), továbbá párolt ételeink (pörköltek, paprikások) nélkülözhetetlen fűszere.
A hidegkonyha is előszeretettel alkalmazza a paprikát bekeverve (például a körözöttekben) vagy az ételre szórva (zsíros kenyér, kocsonya stb.).
Az ételek utánerősítésének lehetősége (Erős Pista, cseresznyepaprika, szárított erős paprikák) megfelelő kompromisszumot kínál a csípős ételeket kedvelők és az azt kerülők számára.
Az „Erős Pista” és az „Édes Anna” márkanevek a kecskeméti Univer cég gyártmányai az 1960-as évek közepe óta; ezek konzervek.

## Etimológia
Az elnevezés a fekete bors nevével történő téves azonosításból származik (piper nigrum). Eredeti neve az azték nyelvből származó csili (chili) szó volt.
Habár az összes paprika, legyen az édes, vagy csípős, azonos eredetre vezethető vissza, gyakran kettéválasztjuk a paprika és a chili fogalmakat. Emellett számos fogalmat is megkülönböztethetünk, melyek körülírják a paprika egyes kisebb csoportjait, mint például a fűszerpaprika, a peperoni (ezen kifejezés német nyelvterületen elterjedt testvére a Pfefferoni) vagy pedig az olasz peperoncini. Továbbá használatosak a spanyol bors, a vörösbors, vagy a Cayenne-bors kifejezések is, melyeket a paprikakereskedelem történeti gyökereire, illetve a bors szóra vezethetjük vissza.
A török kultúrában a paprikát jelentő „biber” elnevezés a piper, azaz bors szóból ered.

## A paprika betegségeinek jelölése
| Megnevezés                    | Jelölése | Latin neve                |
| ----------------------------- | -------- | ------------------------- |
| dohánymozaik vírus            | Tm       | (Tobaco mosaic vírus)     |
| uborkamozaik vírus            | CMV      | (Cucumber mosaic vírus)   |
| xanthomonaszos levélfoltosság | X        | (Xanthomonas vesicatoria) |

## Érdekesség
Nálunk elterjedt elnevezése a közönséges paprikának a tévépaprika. Ma már szinte mindenki a televízióra gondol. A valóság az, hogy az 1960-as években a piaci árusok körében szokássá vált a paprikásláda fekete táblájára – amelyen krétával az áru nevét és árát jelölték – ezt írni: t. v. paprika, minthogy a tölteni való szókapcsolat nem fért ki.

## Képgaléria

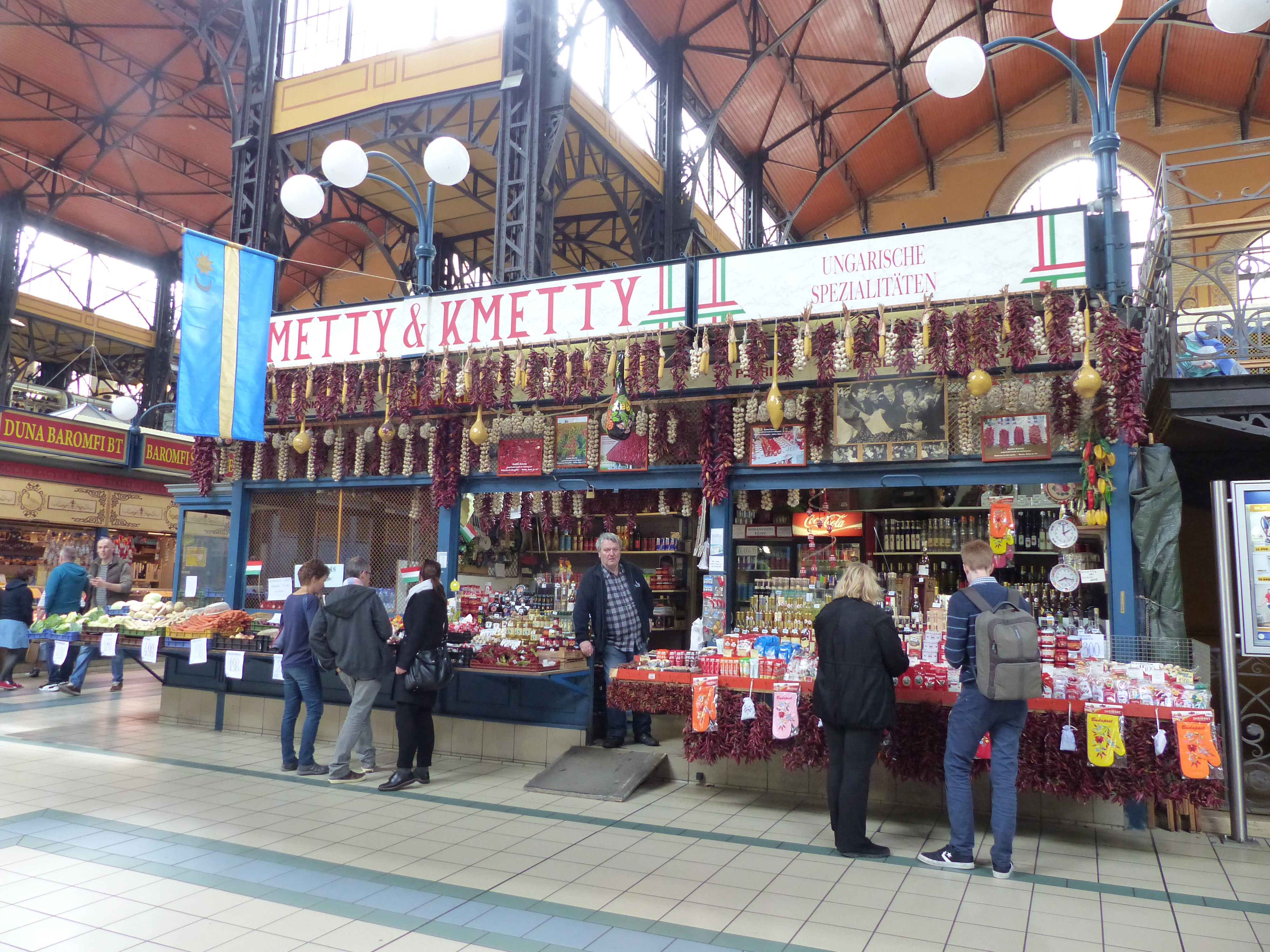
Fűszerpaprika a Nagycsarnokban